# Рі Мастенбрук
Рі Мастенбрук (нід. Rie Mastenbroek, 26 лютого 1919 — 6 листопада 2003) — нідерландська плавчиня.
Олімпійська чемпіонка 1936 року.
Чемпіонка Європи з водних видів спорту 1934 року.